# 7078 Уноєнссон
7078 Уноєнссон (7078 Unojönsson) — астероїд головного поясу, відкритий 17 жовтня 1985 року.
Тіссеранів параметр щодо Юпітера — 3,468.